# СКР-53 (проект 35)
ПЛК-53, с 19.05.1966 СКР-53 — сторожевой корабль проекта 35 Черноморского флота (по классификации НАТО — Mirka klass frigate). Бортовые номера 186, 815.

## Служба
Сторожевой корабль СКР-53 проекта 35 был заложен 30 ноября 1961 года на верфи судостроительного завода № 820 в Калининграде (заводской № 174). Спущен на воду 10 декабря 1962 года и 9 февраля 1963 года был зачислен в списки кораблей ВМФ. Вступил в строй 31 августа 1965 года. 29 сентября 1965 года был включен в состав Черноморского флота и вскоре совершил межфлотский переход вокруг Европы из Балтийска в Севастополь. До 19 мая 1966 года относился к подклассу ПЛК.
В апреле — июне 1969 проходил боевую службу в Средиземном море.
В 1970-х годах в составе 17-й бригады противолодочных кораблей в Крымской военно-морской базы на озере Донузлав.
С 17 декабря 1982 по 12 августа 1983 года на «Севморзаводе» им. С.Орджоникидзе в Севастополе прошел средний ремонт.
19 апреля 1990 года был исключен из состава ВМФ в связи со сдачей в ОФИ для разоружения, демонтажа и реализации. 1 октября 1990 года расформирован и в 1991 году был разделан на металл в Инкермане.

## Командиры
- Долгов А.

## Примечание
1. 1 2 3  Сторожевой корабль "СКР-53". Черноморский флот - информационный ресурс (2024). Дата обращения: 11 ноября 2024. Архивировано 11 ноября 2024 года.